# Paul Tobin
Paul Samuel Tobin (Paterson, 23 novembre 1909 – Akron, 6 settembre 2003) è stato un cestista statunitense, professionista nella NBL.

## Carriera
Giocò per tre stagioni nella NBL, disputando 43 partite con 2,8 punti di media.

## Palmarès
- 2 volte campione NBL (1939, 1940)